# Capo Berta
De Capo Berta is een beklimming in de wielerklassieker Milaan-San Remo. Capo Berta ligt in de gemeente Diano Marina. Het is de op twee na laatste klim van de wedstrijd. Ondanks dat deze heuvel niet bijzonder steil of lang is, draagt hij toch bij aan de moeilijkheid van de koers: de renners hebben al 250 kilometer koers in de benen, wanneer ze aan de voet van de Capo Berta verschijnen.
Passo del Turchino · Le Manie · Capo Mele · Capo Cervo · Capo Berta · Cipressa · Poggio di San Remo